# Королевский нидерландский монетный двор

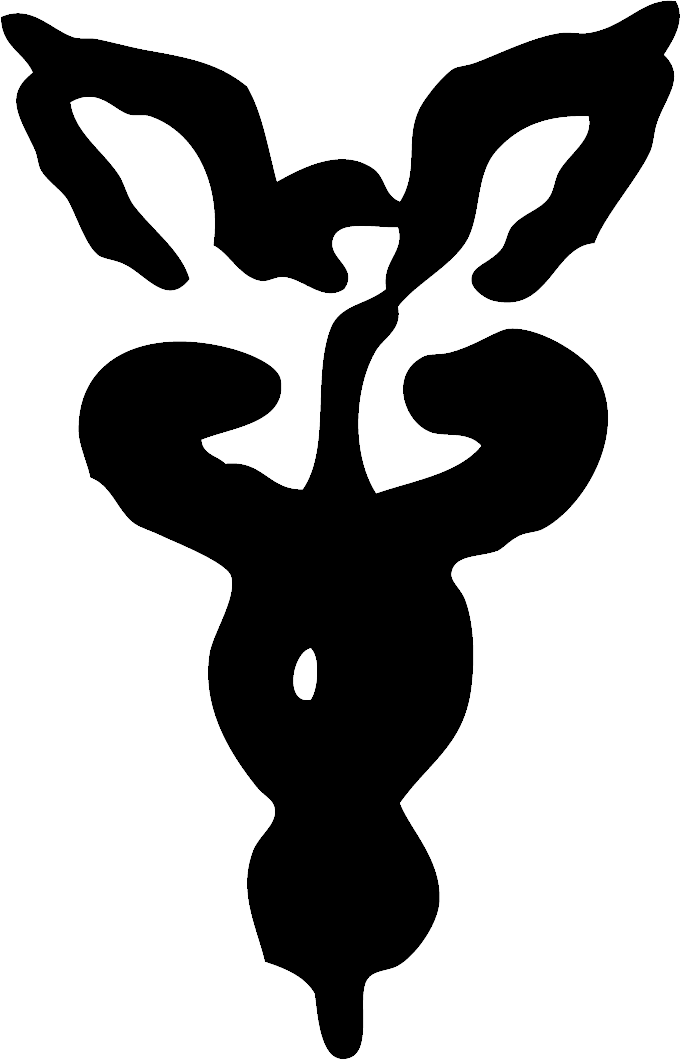
Кадуцей — обозначение двора на монетах

Королевский нидерландский монетный двор (нидерл. Koninklijke Nederlandse Munt) — нидерландское предприятие, изготавливающее монеты, государственные награды, медали и различную сувенирную продукцию.
Монетный двор в Утрехте основан в 1567 году, до 1806 года он работал в качестве одного из провинциальных монетных дворов. С 1815 по 1830 год, когда Бельгия входила в состав Нидерландов, монетный двор был одним из двух нидерландских монетных дворов (вторым был монетный двор в Брюсселе). После провозглашения независимости Бельгии — единственный монетный двор Нидерландов.
В 1910 году для монетного двора было построено новое здание. В 1912 году двор перешёл в ведение Королевского казначейства. В 1994 году двор реорганизован в анонимное общество «Нидерландский монетный двор», единственным собственником которого осталось государство. В 1999 году двор переименован в «Королевский нидерландский монетный двор».
В 2016 году двор, накопивший значительные долги из-за малоуспешных контрактов, был продан бельгийскому объединению Groep Heylen за 3,6 млн евро.